# 新宿御苑前站
新宿御苑前站（日语：／ Shinjuku-gyoemmae eki */?）是一個位於東京都新宿區新宿一丁目，屬於東京地下鐵丸之內線的鐵路車站。車站編號是M 10。

## 概要
本站是過去宮內廳管轄的新宿御苑最近車站。櫻花季可看見大量民眾利用本站前往賞花。平時乘客多為附近的通勤族。
過去也曾是東京厚生年金會館的最近車站，活動日人潮較多。

## 历史
- 1959年（昭和34年）3月15日：開業。
- 2004年（平成16年）4月1日：營團地下鐵民營化。丸之內線由東京地下鐵繼承。

## 車站構造
對向式月台2面2線的地底車站。
出入口分為A線月台新宿三丁目側的1號出入口、B線月台四谷三丁目側的2號出入口與2009年7月11日新設的新宿三丁目側3號出入口（設有站務室、電梯），各出入口直通站上大樓。兩月台透過中央的地下2樓通道連結。1號出入口現在正在進行無障礙工程，完成後將有電梯。
2006年12月增加月台門，並在月台出入口增設電梯改善動線，同時也進行月台牆面更換。另外，A線月台四谷三丁目側也計畫增加剪票口與出入口，出入口預定地附近有收費停車場。
B線月台的新宿三丁目側設有廁所。

### 月台配置
| 月台 | 路線     | 目的地                       |
| ---- | -------- | ---------------------------- |
| 1    | 丸之內線 | 新宿、荻窪方向               |
| 2    | 丸之內線 | 銀座、東京、大手町、池袋方向 |

（來源：東京地下鐵:構內圖 （页面存档备份，存于））

## 利用狀況
2017年度一日平均上下車人次為52,631人，在東京地下鐵全部130個車站當中排名77位。近年一日平均上下車、上車人次變化如下表。
| 年度               | 一日平均 上下車人次 | 一日平均 上車人次 | 來源     |
| ------------------ | ------------------- | ----------------- | -------- |
| 1992年（平成04年） |                     | 25,334            | [ * 1 ]  |
| 1993年（平成05年） |                     | 23,797            | [ * 2 ]  |
| 1994年（平成06年） |                     | 22,540            | [ * 3 ]  |
| 1995年（平成07年） |                     | 21,757            | [ * 4 ]  |
| 1996年（平成08年） |                     | 21,953            | [ * 5 ]  |
| 1997年（平成09年） |                     | 21,953            | [ * 6 ]  |
| 1998年（平成10年） |                     | 22,310            | [ * 7 ]  |
| 1999年（平成11年） |                     | 20,852            | [ * 8 ]  |
| 2000年（平成12年） |                     | 20,740            | [ * 9 ]  |
| 2001年（平成13年） |                     | 20,863            | [ * 10 ] |
| 2002年（平成14年） |                     | 20,559            | [ * 11 ] |
| 2003年（平成15年） | 44,590              | 20,352            | [ * 12 ] |
| 2004年（平成16年） | 43,006              | 20,315            | [ * 13 ] |
| 2005年（平成17年） | 43,928              | 20,660            | [ * 14 ] |
| 2006年（平成18年） | 44,224              | 20,879            | [ * 15 ] |
| 2007年（平成19年） | 45,621              | 21,563            | [ * 16 ] |
| 2008年（平成20年） | 45,525              | 21,479            | [ * 17 ] |
| 2009年（平成21年） | 44,267              | 21,027            | [ * 18 ] |
| 2010年（平成22年） | 43,864              | 20,824            | [ * 19 ] |
| 2011年（平成23年） | 42,525              | 20,347            | [ * 20 ] |
| 2012年（平成24年） | 43,610              | 20,778            | [ * 21 ] |
| 2013年（平成25年） | 45,151              | 21,656            | [ * 22 ] |
| 2014年（平成26年） | 46,562              | 22,417            | [ * 23 ] |
| 2015年（平成27年） | 49,885              | 24,055            | [ * 24 ] |
| 2016年（平成28年） | 52,270              | 25,192            | [ * 25 ] |
| 2017年（平成29年） | 52,630              |                   |          |

## 車站周邊
鄰近以辦公室等較多，少量公寓、住宅，以及一些居民商店。
- 新宿御苑
- 新宿通
- 四谷大木戶（日语：四谷大木戸）跡
- 太宗寺（日语：太宗寺） - 江戶六地藏（日语：江戸六地蔵）第三番。以新宿閻摩、奪衣婆、三日月不動尊聞名。
- 正受院（日语：正受院） - 以育兒老婆尊（子育て老婆尊）聞名。
- 成覺寺（日语：成覚寺） - 江戶時代飯盛女的投入寺。
- 四谷特別出張所等區民設施
  - 新宿區四谷地域中心
  - 新宿區四谷區民會館
  - 新宿區立四谷圖書館（日语：新宿区立図書館）
  - 新宿區役所（日语：新宿区役所）四谷特別出張所
  - 東京都水道局（日语：東京都水道局）新宿營業所
- 東京都立新宿高等學校（日语：東京都立新宿高等学校）
- 東京消防廳四谷消防署新宿御苑出張所
- 新宿一郵便局
- 新宿二郵便局
- 新宿花園郵便局
- 四谷大木戶郵便局

### 巴士路線
本站最近的巴士站為「新宿二丁目」。
- 都營巴士
  - 品97（日语：都営バス杉並支所）：往品川站高輪口／往新宿站西口

2011年2月起新宿WE巴士增設「東京地下鐵新宿御苑前站」巴士站。
- 新宿WE巴士
  - 新宿站東口、都廳方向循環

## 相鄰車站
東京地下鐵
 丸之內線
新宿三丁目（M 09）－新宿御苑前（M 10）－四谷三丁目（M 11）

### 來源
東京都統計年鑑
1. ↑  .   [2017-01-31]. （原始内容存档于2013-08-15）.
2. ↑  .   [2017-01-31]. （原始内容存档于2013-02-03）.
3. ↑  .   [2017-01-31]. （原始内容存档于2013-02-03）.
4. ↑  .   [2017-01-31]. （原始内容存档于2013-02-03）.
5. ↑  .   [2017-01-31]. （原始内容存档于2013-02-03）.
6. ↑  .   [2017-01-31]. （原始内容存档于2016-03-04）.
7. ↑  東京都統計年鑑（平成10年）PDF
8. ↑  東京都統計年鑑（平成11年）PDF
9. ↑  .   [2017-01-31]. （原始内容存档于2016-03-04）.
10. ↑  .   [2017-01-31]. （原始内容存档于2016-03-04）.
11. ↑  .   [2017-01-31]. （原始内容存档于2017-07-29）.
12. ↑  .   [2017-01-31]. （原始内容存档于2017-07-29）.
13. ↑  .   [2017-01-31]. （原始内容存档于2017-07-29）.
14. ↑  .   [2017-01-31]. （原始内容存档于2017-07-29）.
15. ↑  .   [2017-01-31]. （原始内容存档于2017-07-29）.
16. ↑  .   [2017-01-31]. （原始内容存档于2017-07-29）.
17. ↑  .   [2017-01-31]. （原始内容存档于2017-07-29）.
18. ↑  .   [2017-01-31]. （原始内容存档于2016-03-26）.
19. ↑  .   [2017-01-31]. （原始内容存档于2016-03-27）.
20. ↑  .   [2017-01-31]. （原始内容存档于2016-03-25）.
21. ↑  .   [2017-01-31]. （原始内容存档于2016-03-27）.
22. ↑  .   [2017-01-31]. （原始内容存档于2016-03-22）.
23. ↑  .   [2017-01-31]. （原始内容存档于2017-07-30）.
24. ↑  .   [2019-01-06]. （原始内容存档于2018-11-09）.
25. ↑  .   [2019-01-06]. （原始内容存档于2019-05-02）.

## 外部連結
- 新宿御苑前/M10 | 路線・車站資訊 | 東京地下鐵